# Gheorghe Megelea

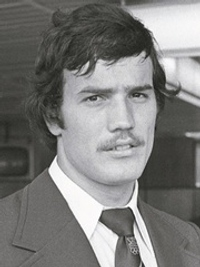
Gheorghe Megelea

Gheorghe Megelea, född den 14 mars 1954 i Reșița, Rumänien, är en rumänsk friidrottare inom spjutkastning.
Han tog OS-brons i spjutkastning vid friidrottstävlingarna 1976 i Montréal.